# Kristína Schmiedlová
Kristína Schmiedlová (Košice, 6. kolovoza 1997. - ) je slovačka tenisačica, osvajačica dva ITF turnira u svojoj karijeri. 
13. srpnja 2015. ostvarila je najviši pojedinačni plasman  (412. mjesto), a 20. srpnja 2015. najviši plasman u parovima na WTA ljestvici.
Za Slovačku je nastupala u Fed Cupu, gdje ima omjer pobjeda i poraza 0:1.
Njezina starija sestra Anna Karolína Schmiedlová je također tenisačica.

## Juniorska Grand Slam finala

### Pojedinačno 1 (0:1)
| Ishod | Godina | Natjecanje | Podloga | Protivnik        | Rezultat      |
| ----- | ------ | ---------- | ------- | ---------------- | ------------- |
| Poraz | 2014.  | Wimbledon  | trava   | Jeļena Ostapenko | 6:2, 3:6, 0:6 |